# Tiszanána
Tiszanána è un comune dell'Ungheria di 2.736 abitanti (dati 2001). È situato nella contea di Heves.